# Сулеймановська сільська рада (Сафакулевський район)
Сулейма́новська сільська рада (рос. Сулеймановский сельский совет) — сільське поселення у складі Сафакулевського району Курганської області Росії.
Адміністративний центр — село Сулейманово.
Населення сільського поселення становить 496 осіб (2017; 728 у 2010, 1053 у 2002).

## Склад
До складу сільського поселення входять:
| Населений пункт      | Населення, осіб (2002) | Населення, осіб (2010) |
| -------------------- | ---------------------- | ---------------------- |
| Бурматово, присілок  | 210                    | 135                    |
| Сокольники, присілок | 91                     | 68                     |
| Сулейманово, село    | 752                    | 525                    |